# Тітово (Шарканський район)
Тіто́во (рос. Титово) — присілок у складі Шарканському районі Удмуртії, Росія.

## Населення
Населення — 199 осіб (2010; 233 у 2002).
Національний склад станом на 2002:
- удмурти — 97 %

## Урбаноніми[3]
- вулиці — Азіна, Велика Зарічна, Мала Зарічна, Польова, Шкільна